# Mya Taylor
Mya Taylor (geboren 28. März 1991 in Houston) ist eine US-amerikanische Schauspielerin und Sängerin. Sie wurde durch die Hauptrolle Alexandra in der Independent-Produktion Tangerine L.A. bekannt, die mehrere renommierte Auszeichnungen erhielt. Beide Hauptdarstellerinnen des Filmdramas waren als erste trans Darstellerinnen Mittelpunkt einer Oscar-Kampagne.

## Leben
Taylor wuchs in Houston im US-Bundesstaat Texas bei ihren Großeltern auf. Da diese nach Taylors Angaben religiös waren, verbarg sie ihre Homosexualität vor ihnen, nachdem sie sich bereits in der Schule geoutet hatte. Als sie ihnen ihre sexuelle Orientierung im Jahr 2009 offenbarte, kam es zum Zerwürfnis, weswegen sie nach Kalifornien zu anderen Verwandten zog. Aufgrund ihrer Geschlechtsidentität wurde sie von diesen auch des Hauses verwiesen und sah sich gezwungen, auf der Straße zu leben.
Da sie als Minderjährige keine Arbeitsstelle bekam, entschloss sich Taylor, ihren Lebensunterhalt durch Prostitution in Hollywood zu bestreiten. Nach einigen Monaten der Obdachlosigkeit freundete sie sich mit der trans Frau und aufstrebenden Schauspielerin Kitana Kiki Rodriguez an, mit der sie schließlich als Mitbewohnerin zusammen leben konnte. 2014 begann Taylor mit einer geschlechtsangleichenden Maßnahme und lebte ab diesem Zeitpunkt öffentlich als Frau, nachdem sie sich nachts aus Angst vor Übergriffen männlich präsentiert hatte. Laut Taylor hat sie sich mit ihrer leiblichen Mutter inzwischen versöhnt, die ihre geschlechtliche Identität akzeptiert und sie nun Mya nennt.
Taylor lebt seit dem Abschluss der Dreharbeiten von Tangerine in Jamestown, sie zog ursprünglich mit ihrem Lebensgefährten dorthin, von dem sie inzwischen getrennt lebt. Mit ihrer Gage finanzierte Taylor auch ihre geschlechtsangleichende Maßnahme, der sie sich einen Monat vor dem Dreh unterzogen hatte. Neben ihrer Tätigkeit als Schauspielerin arbeitet Taylor seit dem Jahr 2016 in einem örtlichen Krankenhaus als Krankenpflegerin.

## Karriere
Nachdem Taylor fünf Jahre lang als Prostituierte gearbeitet und in dieser Zeit viermal verhaftet worden war, wurde sie im Alter von 23 Jahren vom Regisseur Sean Baker und dem Drehbuchautor Chris Bergoch angesprochen, als sie im Hof des LGBT-Zentrums von Los Angeles stand. Ersterer besetzte schließlich sie und Rodriguez in seinem Film Tangerine L.A., obwohl keine von beiden jemals vorher schauspielerisch tätig gewesen war. Baker und Bergoch verarbeiteten in ihrem Drehbuch auch persönliche Erfahrungen der beiden Frauen.
Die mit drei IPhone 5s gedrehte Produktion, die am 23. Januar 2015 auf dem Sundance Film Festival uraufgeführt wurde und am 10. Juli desselben Jahres in die US-amerikanischen Kinos kam, erhielt sowohl von Zuschauern als auch von Kritikern positive Kritiken. Aufgrund dessen starteten die Produzenten des Films für die beiden Hauptdarstellerinnen Oscar-Kampagnen. Dies waren die ersten Kampagnen für zwei trans Schauspielerinnen in der Geschichte der Academy Awards, was auf eine große mediale Resonanz stieß, wenngleich weder Taylor noch Rodriguez letztlich nominiert wurden.
Taylor gewann für ihre Leistung als erste trans Darstellerin einen Gotham Award. Sie erhielt die Auszeichnung in der Kategorie Breakthrough Actor. Zudem erhielt sie auch einen Independent Spirit Award als beste Nebendarstellerin. Dies war ebenfalls der erste Gewinn einer trans Schauspielerin des Preises. Nach Tangerine L.A verkörperte Taylor in dem Kurzfilm Happy Birthday, Marsha! die LGBT-Aktivistin Marsha P. Johnson, die eine wichtige Rolle beim Stonewall-Aufstand innehatte. Im selben Jahr spielte Taylor zudem in Diane from the Moon, einem weiteren Kurzfilm, eine heidnische Priesterin, die nach einer Trennung gestalkt wird. Im Dezember 2017 wurde bekanntgegeben, dass Taylor in der wiederkehrenden Nebenrolle Barbara in der AMC-Dramedy Dietland besetzt wurde, die am 4. Juni 2018 ihre Premiere feierte.
Im Jahr 2016 wurde Taylor von der Talentagentur ICM Partners unter Vertrag genommen, die sie im Film- und Fernsehgeschäft vertritt sowie bei der Produktion ihrer eigenen Projekte unterstützt.

## Filmografie (Auswahl)
- 2015: Tangerine L.A. (Tangerine)
- 2016: Happy Birthday, Marsha! (Kurzfilm)
- 2016: Diane from the Moon (Kurzfilm)
- 2019: Myra (Kurzfilm)
- 2018: Dietland (Fernsehserie, drei Folgen)
- 2020: Stage Mother
- 2024: High Tide

## Auszeichnungen (Auswahl)
- 2015: Nominierung für den Breakthrough Artist Award der Austin Film Critics Association[16]
- 2015: Breakthrough Actor bei den Gotham Awards
- 2016: Nominierungen in den Kategorien Beste Nebendarstellerin in einem Film und Outstanding Breakthrough Performance, Female bei den Black Reel Awards[17]
- 2016: Beste Nebendarstellerin bei den Independent Spirit Awards
- 2016: Zweiter Platz bei den New York Film Critics Circle Awards in der Kategorie Beste Nebendarstellerin[18]